# Edgar Stillman Kelley
Edgar Stillman Kelley (né à Sparta le 14 avril 1857 - mort le 12 novembre 1944) est un compositeur, chef d'orchestre, professeur et musicologue américain. Il est parfois associé au mouvement indianiste dans la musique américaine.

## Biographie

### Enfance et formation
Les ancêtres d'Edgar Kelley sont originaires de la Nouvelle-Angleterre. Ils sont venus d'Angleterre en Amérique du Nord avant 1650. Sa mère est issue d'une famille de musiciens. Devenue son premier professeur, sa mère l'initie au piano. Edgar Kelley décide de se consacrer pleinement à la musique après une représentation du Songe d'une nuit d'été de Felix Mendelssohn, mettant ainsi un terme à sa carrière universitaire. Il se rend à Chicago à 17 ans, où il étudie avec Clarence Eddy et Napoleon Ledochowski. Deux ans plus tard, il se rend à Stuttgart, où il étudie l'orgue, le piano et la composition avec Frederich Finck, Wilhelm Krüger, Wilhelm Speidel et Max Seifriz. Son amitié avec Edward MacDowell débute dans la ville allemande. Kelley obtient son diplôme du Conservatoire de Stuttgart en 1880.

### Retour aux États-Unis
À son retour aux États-Unis, il s'est installé à San Francisco, où il travaille comme organiste d'église et est critique musical pour l'Examiner. Il devient également actif en tant que compositeur, écrivant de la musique de scène pour une production de Macbeth qui lui vaut une grande attention. Son intérêt pour le théâtre l'attire à New York en 1886, où il épouse Jessie Gregg le 23 juillet 1891. Le couple retourne ensuite en Californie pour les quatre années suivantes, pendant lesquelles Kelley compose, dirige, donne des conférences et enseigne. En 1896, le couple retourne à New York, où le compositeur est engagé pour diriger une compagnie d'opérette. Il enseigne également au New York College of Music et à l'université de New York et, en 1901, il remplace Horatio Parker pendant un an à Yale lorsque ce dernier part en congé sabbatique. En 1902, les Kelley s'installent à Berlin et, pendant huit ans, ils vivent et travaillent en Europe, donnant des conférences, enseignant, dirigeant et jouant dans le but d'accroître l'intérêt des Européens pour la musique américaine. Cependant, Kelley souhaite passer plus de temps à composer et, en 1910, il a accepté un poste au Western College for Women d'Oxford, où il reste jusqu'à sa mort. Edgar Kelley devient membre du corps enseignant de l'université de Miami. En parallèle, il enseigne la composition au Conservatoire de Cincinnati. Doyen du département de composition et d'orchestration. Parmi ses élèves figure C. Hugo Grimm, qui allait lui-même diriger le département. Sa femme y donnait également quelques cours. Le couple prend sa retraite en 1934 mais continue de voyager tout en conservant une maison à Oxford. Kelley est décédé à Oxford en 1944. Il est enterré dans le cimetière d'Oxford.

## Style
Kelley est un romantique dans la suite de Horatio Parker, de George Chadwick et d'Arthur Foote, et il a mis à profit sa formation allemande dans ses compositions. Il a toujours cherché à intégrer des influences non occidentales dans son travail. Pour sa suite orchestrale Aladin, l'un de ses premiers succès, il s'est rendu dans le quartier chinois de San Francisco et a utilisé des hautbois, des trompettes en sourdine et des mandolines pour imiter les instruments chinois. Sa Symphonie de la Nouvelle-Angleterre est basée sur des thèmes trouvés dans des chants d'oiseaux (la partie andante), ainsi que dans la musique amérindienne. Pour la musique de scène d'une production new-yorkaise de Ben-Hur en 1899, il a basé sa composition sur les modes grecs. Cette musique va devenir son œuvre la plus populaire ; on dit qu'elle a été jouée quelque cinq mille fois dans les pays anglophones en 1930.
La composition la plus connue de Kelley est un oratorio, The Pilgrim's Progress, composé sur un texte d'Elizabeth Hodgkinson et basé sur le texte éponyme de John Bunyan. Il a été joué pour la première fois à Cincinnati en 1918, et a été fréquemment repris par la suite, tant aux États-Unis qu'en Angleterre. Il a également écrit de la musique à programme, notamment des suites orchestrales d'après Le Puits et le Pendule et Alice au pays des merveilles ; sa première symphonie était basée sur les Voyages de Gulliver et décrivait les aventures de Lemuel Gulliver à Lilliput. Sa production comprend également de nombreuses pièces de musique de chambre.

Kelley avait des idées très précises sur la musique américaine et sa création, et n'hésitait pas à les partager. Exprimant son point de vue, il a écrit un jour que : 
le compositeur américain doit appliquer les principes universels de son art aux éléments locaux et particuliers du sujet tel qu'il le ressent, puis, consciemment ou inconsciemment, manifester son individualité, ce qui impliquera l'expression des traits mentaux et des tendances morales propres à ses ancêtres européens, tels que nous les trouvons modifiés par le nouvel environnement américain.
Une bonne partie de la musique de Kelley a été publiée par la Wa-Wan Press d'Arthur Farwell dans les premières années du XXe siècle.

## Musicologue
En plus de son travail de compositeur, Kelley a été actif en tant qu'écrivain sur la musique, après sa première expérience à l'Examiner de San Francisco. Il a publié un certain nombre de livres, dont Chopin the Composer et un ouvrage sur Beethoven. Son article The Bach-Schumann Suites for Cello paraît dans Music: A Monthly, un magazine de novembre 1892. Il possédait un exemplaire unique des six suites. Le plus notable de ses élèves en composition sont Wallingford Riegger, parmi ses autres élèves figurent Frederick Ayres, Joseph W. Clokey, James G. Heller, Theodore Holland, Rupert Hughes, W. Otto Miessner, Alexander Russell et Ella May Dunning Smith.
L'Université de Miami conserve les archives du couple Kelley, elles contiennent l'intégralité de la correspondance, des manuscrits musicaux, des livres et d'autres documents liés à la vie et à la carrière du compositeur. En outre, sa maison et son studio, construits en 1916, demeurent sur le campus de l'université de Miami et sont mis à la disposition des nouveaux professeurs et de l'administration.

## Héritage
L'ancien auditorium du Presser Hall du Western College for Women a été nommé en l'honneur de Kelley et de son épouse.

## Enregistrements
Peu de musique de Kelley a été enregistrée sur disque. La fantaisie d'Aladin pour orchestre a été enregistrée dans le cadre d'une anthologie de la musique orchestrale américaine, et le pianiste Brian Kovach a gravé l'intégralité de son œuvre pour piano seul, les deux enregistrements sont édités par Albany Records.
Leopold Stokowski et l'Orchestre de Philadelphie ont enregistré le Banquet de la Reine Rouge de la Suite Alice au pays des merveilles sur un disque 78 tours en 1924. Il n'a pas été publié à l'époque mais a finalement été réédité sur un CD avec d'autres 78 tours acoustiques de Stokowski par Pristine Audio (PASC 471).